# Serb cutter
Srbosjek (bogstaveligt "serbiske cutter" på kroatisk , der ofte omtales som "skarp") var et specielt designet kniv, der blev brugt af Ustaše under 2. verdenskrig til en hurtig aflivning af fanger i koncentrationslejrene i Den Uafhængige Stat Kroatien, især i Jasenovac.
Ofrene var serbere, jøder og romaer, fængslet på grund af deres etnicitet og et betydeligt antal af kroater, fængslet med den begrundelse, at de var Partisan modstand medlemmer, eller under mistanke for at have deltaget i anti-fascistiske aktiviteter.
I Krotation foretrak man at skære halsen over på KZ-fanger i stedet for at gasse dem, og derfor krævede Ustaše et særligt værktøj. Kniven blev fremstillet under 2. verdenskrig af den tyske fabrik Gebrüder Grafrath fra Solingen-Widderit under en særlig ordre fra regeringen i Den Uafhængige Stat Kroatien. Gebrüder Grafrath blev overtaget i 1961 af Hubertus Solingen. Den øverste del af srbosjek var lavet af læder, som en slags en handske, designet til at blive båret med tommelfingeren går gennem hullet, således at kun den kniv stak fra hånden. Det var en buet, 12 cm lang kniv med æg på dens konkave side. Kniven var fastgjort til en bøjet oval kobberplade, mens pladen var fastgjort til et tykt læderarmbånd. Der var påskriften "Gräwiso" på læderdelen af kniven, og kniven var også kendt som "graviso kniv" på grund af dette. Klingen var buet med henblik på at gøre det lettere at snitte i halsen på ofret, efter krumning af halsen. Således var Srbosjekkniven designet til at dræbe så hurtigt som muligt.
I Jasenovac blev der arrangeret konkurrencer i hurtighenrettelser af Ustaše. Vinderen af en sådan konkurrence, Petar Brzica, skar halsen over på 1.360 fanger.